# 唐人親広
唐人 親広（かろうど ちかひろ）は、戦国時代から安土桃山時代にかけての武将・炮術師。姓は加老戸とも。

## 略歴
唐人氏は越中国新川郡小出城主という。その姓から祖は渡来人とも、伊勢長島の出身との推論もあるが定かではない。

### 尻垂坂の戦い
元亀3年(1572年)、『見聞雑録』によれば、親広は神保氏に仕えていたが、加賀一向一揆勢が富山城を攻めた時、一揆方が恩賞をもって誘い、親広はこれに乗って内応し城が落ちたという。これは状況からみて元亀3年（1572年）の尻垂坂の戦いの時と思われるが、真偽は不明。

### 上杉謙信が越中を平定
天正4年（1576年）、上杉謙信方として活動しており、上杉氏の能登国侵攻に従軍し、甲山城将となっている。

### 上杉謙信の死去と織田家の侵攻
天正6年(1578年)、上杉謙信が急死すると織田氏に寝返り、同じく織田氏に降った椎名小四郎の配下となる。その後、神保長住が親広を家臣に迎えようと引き抜きを図り、柴田勝家が両者を仲裁している。

### 甲州征伐
その後、唐人親広は神保覚広、小島職鎮らと共に密かに上杉方に通じた。
天正10年（1582年）3月、甲州征伐で苦境に立っている武田勝頼に呼応して、小島職鎮と共に一揆を起こして富山城を襲い神保長住を幽閉した。しかし、間も無く織田氏により鎮圧され、富山城を明け渡して退去している。

### 本能寺の変
本能寺の変が勃発すると再び蜂起し織田氏の富山城を攻め落としている。しかし間もなく佐々成政の反撃に遭い、小出城に後退してこれを死守するも上杉氏の後詰めを得られず孤立し、小出城を明け渡して越後国へ退去した。
天正12年（1582年）9月には、上杉氏の越中侵攻の先鋒として境城(宮崎城)攻略に功があった。

## 安土桃山時代
直江兼続抱えとして勝山城（落水城）に在番している。天正16年（1588年）正月、主君の上杉景勝他22名と連歌会に出席して一首を詠んでおり、風流にも心得があった。この頃には諱を「清房」と変えている。　慶長5年（1600年）以前に越後国にて死去という。
また、親広は岸和田流炮術の炮術師で、上杉家の炮術指南役となり、『私伝之集』を著し、その秘術は息子広親、さらに代々式部を名乗る門弟に伝えられた。